# Четиринадесетоъгълник
Четиринадесетоъгълникът (също и тетрадекагон) е многоъгълник с четиринадесет страни и ъгли. Сборът на всички вътрешни ъгли е 2160°. Има 77 диагонала.

## Правилен четиринадесетоъгълник
При правилния четиринадесетоъгълник всички страни и ъгли са равни. Вътрешният ъгъл е 154 2⁄7° или приблизително 154,2857°, а външният и централният – 25 5⁄7° или приблизително 25,7143°.

### Лице
Лицето S на правилен четиринадесетоъгълник може да бъде намерено по три начина:
- По страната a:

{\displaystyle S={\frac {7a^{2}}{2}}\left({\frac {{\sqrt {7}}+4{\sqrt {7}}\cos \left({{\frac {2}{3}}\arctan {\frac {\sqrt {3}}{9}}}\right)}{3}}\right)={\frac {7a^{2}}{2}}\cot({\tfrac {\pi }{14}})\approx 15,334502\,a^{2}}
- По радиуса R на описаната окръжност:

{\displaystyle S=7R^{2}\cdot \sin({\tfrac {\pi }{7}})\approx 3,037186\,R^{2}}
- По радиуса r на вписаната окръжност (т.е. апотемата):

{\displaystyle S=14r^{2}\cdot \tan({\tfrac {\pi }{14}})\approx 3,195409\,r^{2}}

### Построение
Тъй като 14 не е просто число на Ферма, правилен четиринадесетоъгълник не може да бъде построен с линийка и пергел. Примерно приблизително построение на правилен четиринадесетоъгълник: